# Xheni Karaj

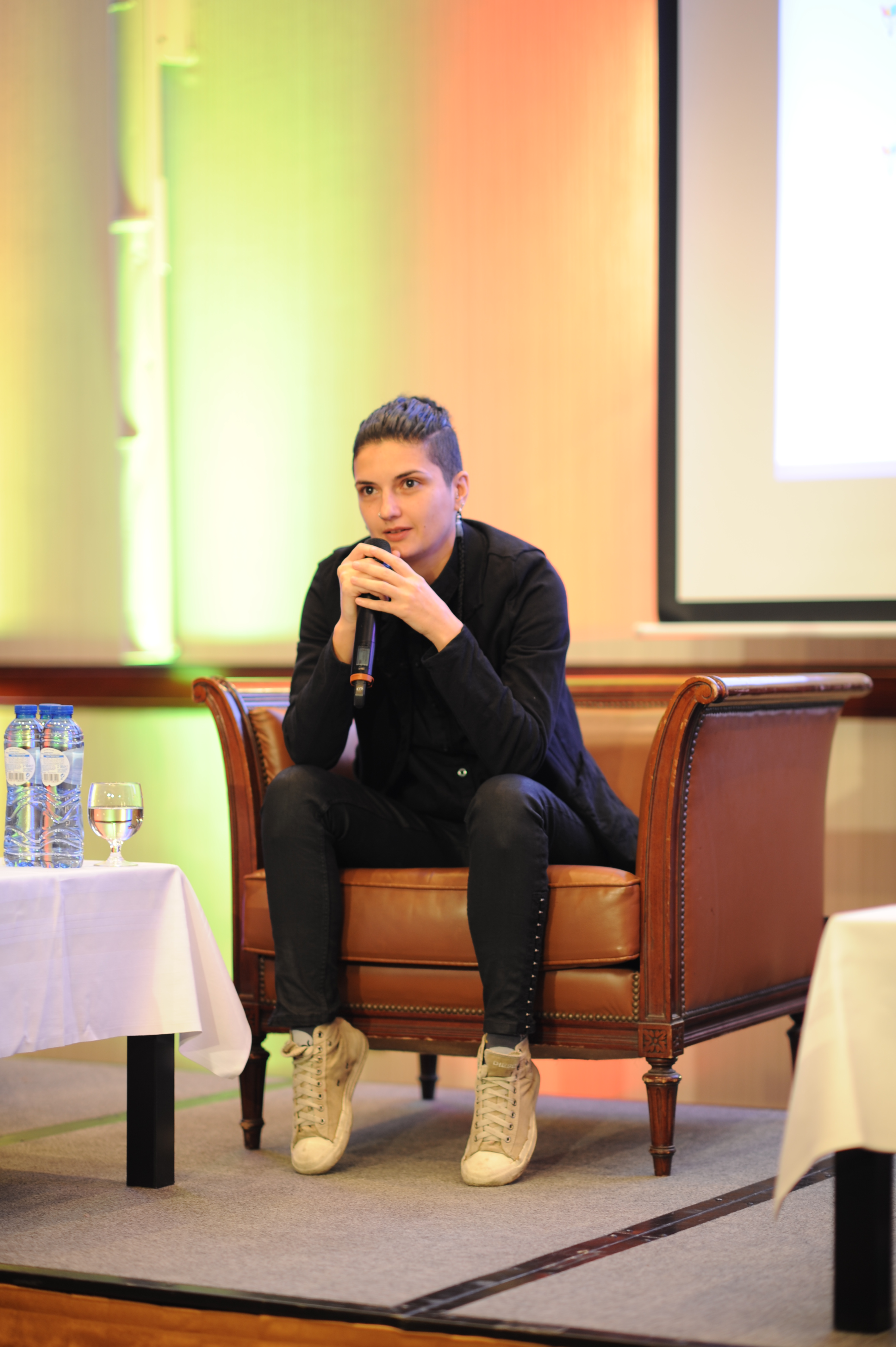
Xheni Karaj, Aktivistin für die LSBT-Rechte in Albanien

Xheni Karaj (geboren in Tirana) ist eine albanische Aktivistin für LSBT-Rechte sowie Mitbegründerin und derzeitige Leiterin der albanischen LSBT-Vereinigung Aleanca LGBT. In einer Familie mit alten Wurzeln in Tirana geboren und aufgewachsen, studierte sie Psychologie an der Fakultät für Sozialwissenschaften der Universität Tirana.

## Politischer Aktivismus
Karaj und der LSBT-Aktivist Kristi Pinderi gehörten zu den ersten Aktivisten, welche die LSBT-Rechtsbewegung in Albanien ins Leben riefen. Zusammen mit anderen US-amerikanischen und albanischen Aktivisten war Karaj eine der Mitbegründerinnen der Aleanca Kundër Diskriminimit të LGBT („Allianz gegen die Diskriminierung von LGBT“, kurz Aleanca LGBT) in Tirana im Jahr 2009. Die NGO setzt sich für die Rechte von lesbischen, schwulen und transsexuellen Menschen ein – Menschen, die sich in Albanien häufig nicht bekennen. Aktiv waren Karaj und Mitkämpfer meist im Dunkeln der Nacht: Sie hingen Plakate auf oder strichen Parkbänke in Regenbogenfarben. Die Aleanca LGBT ist auch Organisatorin der jährlichen LGBT-Pride-Umzüge in Tirana.
Im Mai 2012 gab Karaj im Studio einer politischen Sendung des Fernsehsenders TV Klan während einer heftigen Debatte mit Murat Basha, einem rechtskonservativen albanischen Politiker und ehemaligen stellvertretenden Vorsitzenden der Partei der Legalitätsbewegung, ein „unvorhergesehenes öffentliches Coming-out“. Spätestens seit diesem Abend gilt Xheni Karaj in Albanien als Vorreiterin der LSBT-Bewegung. Zuvor hatte sie wie praktisch alle Homosexuellen im Land ein Doppelleben geführt – weder ihre Familie und schon gar nicht der Arbeitgeber wussten Bescheid.
Für ihren Einsatz für den von ihr und ihrer NGO geforderten politischen und gesellschaftlichen Wandel wurde Karaj 2022 mit dem „Civil Rights Defenders of the Year Award“ ausgezeichnet. Dieser Preis wird jährlich von der international tätigen Organisation Civil Rights Defenders an Personen verliehen, die sich für die Einhaltung der Bürger- und Menschenrechte engagieren.